# Sic vos non vobis

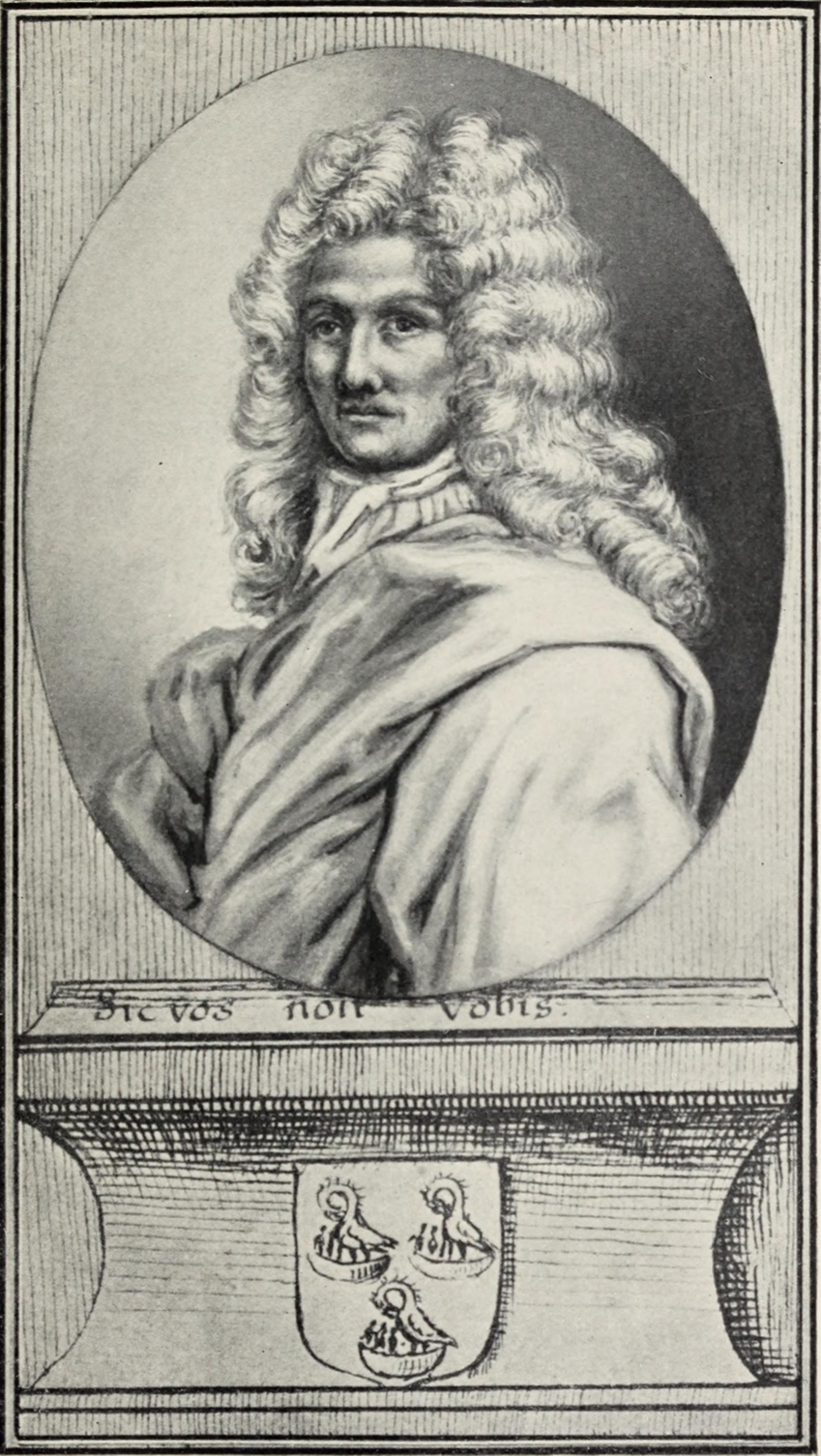
William Paterson, Sic vos non vobis

Sic vos non vobis è una locuzione latina che, alla lettera, si traduce con «Così voi, non per voi stessi», utilizzata nel senso «così voi fate qualcosa, ma non va a vostro vantaggio», poiché qualcun altro se ne appropria e beneficia dei meriti che ne derivano.

## Origine aneddotica
È legata ad un aneddoto della vita di Virgilio narrato al paragrafo 70 del cosiddetto Donatus auctus, vale a dire un ampliamento (probabilmente dovuto a un umanista del XV secolo) dalla Vita Vergilii di Elio Donato, quest'ultima basata a sua volta sulla biografia perduta scritta da Svetonio nel suo De viris illustribus.
Il poeta aveva lasciato una poesia sulla porta di casa di Augusto e Batillo (o Bacillo) se ne era preso i meriti e gli elogi affermando di averla scritta lui. Allora Virgilio affisse sulla stessa porta quattro volte la frase "Sic vos non vobis" e, quando la curiosità raggiunse l'apice perché nessuno riusciva a capirne il senso, completò così i quattro pentametri, facendoli precedere da un esametro:
- "Hos ego versiculos feci, tulit alter honorem" - Questi versetti li ho fatti io, ma se ne è preso il merito un altro
- "Sic vos non vobis nidificatis aves" - Allo stesso modo voi non per voi fate il nido, o uccelli
- "Sic vos non vobis vellera fertis oves" - Allo stesso modo voi non per voi producete la lana, o pecore
- "Sic vos non vobis mellificatis apes" - Allo stesso modo voi non per voi producete il miele, o api
- "Sic vos non vobis fertis aratra boves" - Allo stesso modo voi non per voi portate l'aratro, o buoi

## Politica
La locuzione fu ripresa da Palmiro Togliatti durante l'appello agli elettori per le politiche del 1963: il segretario del PCI intendeva così evidenziare come lo sviluppo economico fosse stato fino ad allora «regolato essenzialmente dalla dura legge del profitto, nell'interesse del grande capitale e dei ceti privilegiati», a fronte dei duri sacrifici sostenuti dei lavoratori, esclusi dall'area del benessere economico e sociale.